# The Everlasting Blues vs. Otis Spann
The Everlasting Blues vs. Otis Spann è un album live di Otis Spann, pubblicato dalla Spivey Records nel 1972. I brani dell'album furono registrati dal vivo nel novembre del 1966 al Café au Go Go di New York (Stati Uniti).

## Tracce
Lato A
1. I'm a Bad Boy – 4:10 (Otis Spann)
2. I'm Gone (Black Snake Legend) – 3:05 (Victoria Spivey)
3. Let Me Ride Your Mule – 3:45 (Johnny Young)
4. Number 12 and 10 Train – 3:20 (Brano tradizionale, adattamento di Johnny Young)

Lato B
1. You Know You Don't Love Me Baby – 5:15 (Luther Johnson)
2. Why Don't You Leave Me Alone – 3:30 (Luther Johnson)
3. Where Is My Wife? – 4:20 (Otis Spann, Luther Johnson)
4. Going Back Home – 3:45 (Victoria Spivey)

## Musicisti
Brano A1
- Otis Spann - pianoforte, voce
- Johnny Young - mandolino
- Luther Johnson - chitarra
- Peter Malik - chitarra
- S.P. Leary - batteria

Brano A2
- Otis Spann - pianoforte, voce
- Luther Johnson - chitarra
- Peter Malik - chitarra
- S.P. Leary - batteria

Brano A3
- Otis Spann - pianoforte
- Johnny Young - mandolino, voce
- S.P. Leary - batteria

Brano A4
- Otis Spann - pianoforte
- Johnny Young - mandolino, voce
- S.P. Leary - batteria

Brano B1
- Otis Spann - pianoforte
- Luther Johnson - chitarra, voce
- Peter Malik - chitarra
- S.P. Leary - batteria

Brano B2
- Otis Spann - pianoforte
- Johnny Young - mandolino
- Luther Johnson - chitarra, voce
- Peter Malik - chitarra
- S.P. Leary - batteria

Brano B3
- Otis Spann - pianoforte
- S.P. Leary - batteria

Brano B4
- Otis Spann - pianoforte
- Victoria Spivey - voce
- Johnny Young - mandolino
- Luther Johnson - chitarra
- Peter Malik - chitarra
- S.P. Leary - batteria